# そうだその意気
「さうだその意氣」（そうだそのいき）は、1941年（昭和16年）5月25日にコロムビアレコードから発売された国民歌謡「海の進軍」のB面の楽曲である。作詞は西條八十、作曲は古賀政男で、歌は霧島昇、李香蘭、松原操。「国民総意の歌」の副題がある。